# Birger Filipsson (Aspenäsätten)
Birger Filipsson (Aspenäsätten), död 1280 (avrättad), var en riddare och svenskt riksråd från Östergötland. 

## Biografi
Birger Filipsson (Aspenäsätten) var son till Filip Birgersson (Aspenäsätten) och Cecilia Knutsdotter (Bjälboätten).
Birger Filipsson var (liksom sin bror Johan Filipsson) delaktig i Folkungaupproret och fängslades därför av Magnus Ladulås på Gälakvist borg i Skara, och avrättades 1280 efter räfst genom halshuggning vid Stortorget i Stockholm. Enligt Sofie Adlersparre i Antikvarisk tidskrift för Sverige var han gift med Ulfhild, änka efter Johannes Mus.

### Egendom
Hans sätesgård var Idö gård i Jäders socken. Birger Filipsson ägde jord i Södermanland, Närke och ägde laxfisken i Klarälven, Kils härad i Värmland.

### Familj
Birger Filipsson var gift 15 maj 1279 gift med Ulfhild Magnusdotter, dotter till lagmannen Magnus Bengtsson (Bjälboätten) i Östergötlands lagsaga. Hon var änka efter Bengt Magnusson.

## Vapen
Birger Filipsson förde i sitt vapen en örn.